# Maltotrióz
A maltotrióz  egy triszacharid (hármas cukor), melyben három glükóz molekulát α-1,4-glikozidos kötések kötnek össze.
Az alfa-amiláz enzim hatására jön létre a keményítőben található amilóz hidrolitikus bomlása során.